# Hash House Harriers
 (novembre 2021).
Si vous disposez d'ouvrages ou d'articles de référence ou si vous connaissez des sites web de qualité traitant du thème abordé ici, merci de compléter l'article en donnant les références utiles à sa vérifiabilité et en les liant à la section « Notes et références ».
Pour les articles homonymes, voir HHH.

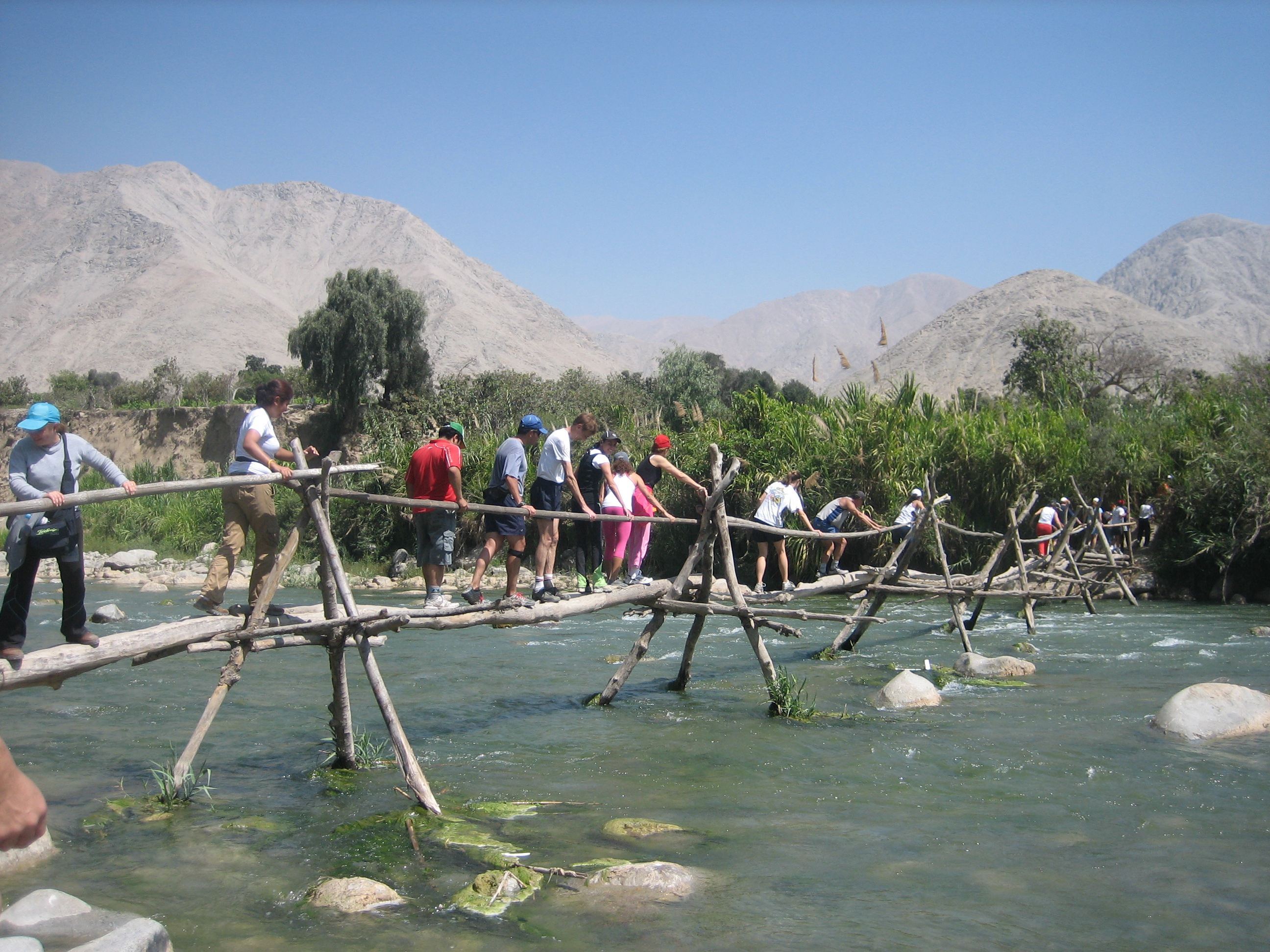
Une course du HHH de Lima à Lunahuaná au Pérou.

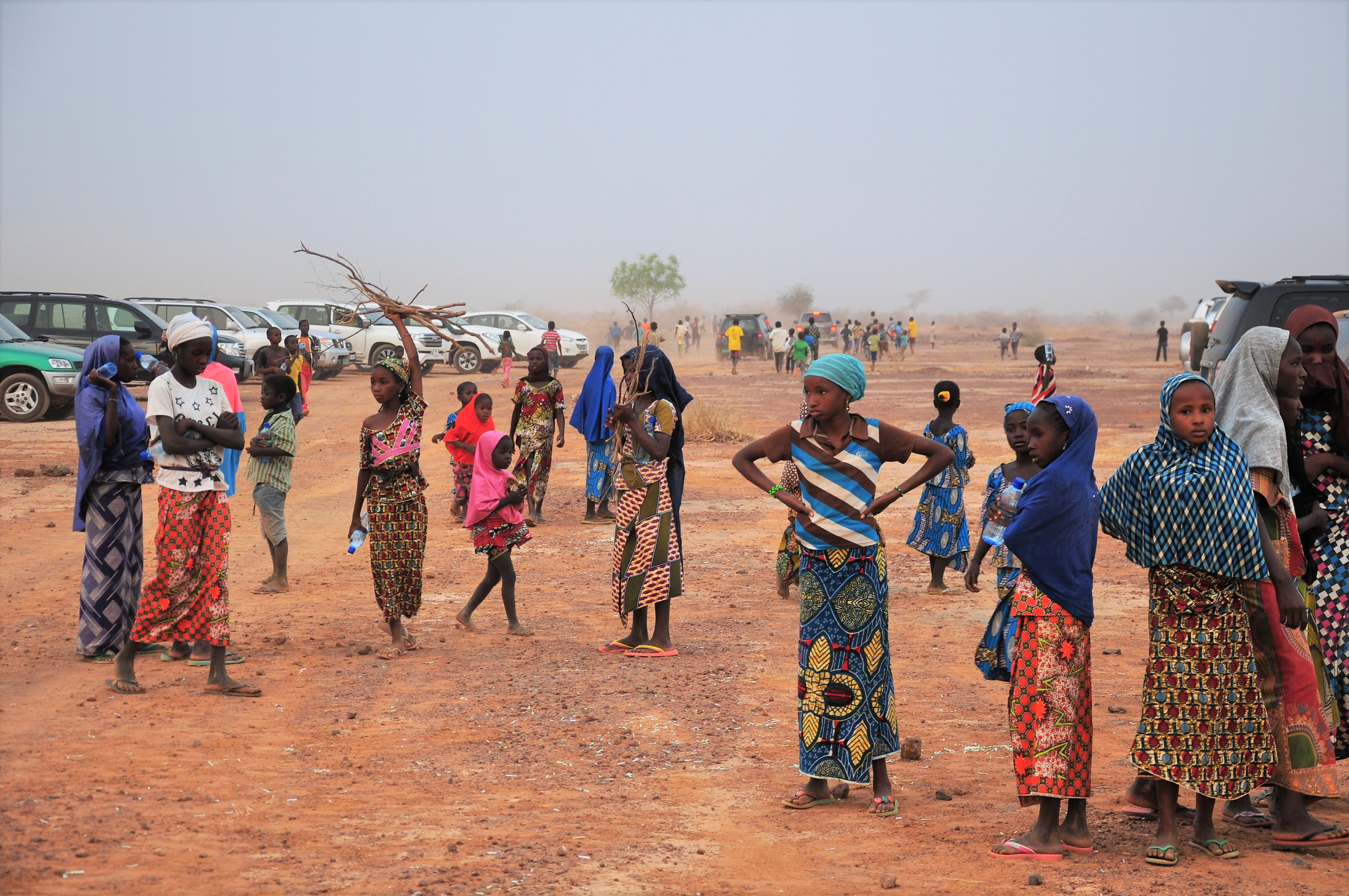
Scène à la fin d'une course des Hash House Harriers autour de Niamey, Niger. Pendant la course, habitants des villages environnants sont venus voir l'afflux soudain de voitures et d'étrangers, même dans des zones qui semblent peu peuplées. Certaines filles ont obtenu une bouteille d'eau des participants, tandis qu'au loin des garçons poursuivent les véhicules qui partent en signe d'«au revoir».

Le Hash House Harriers ou HHH ou H3 ou Hashing ou Hash est un jeu d'équipe associant course à pied, rigolade et dérision, inventé en décembre 1938 par un officier britannique d'origine catalane, en poste à Kuala Lumpur en Malaisie. Le HHH est inspiré du jeu britannique victorien Paper Chase, lui-même inspiré de la chasse à courre.
Après l'invasion japonaise de la Malaisie, le jeu disparut, pour réapparaître dans les années 1960, et connaître un succès international à partir des années 1970.
C'est une manière originale de découvrir les paysages d'une région, tout en faisant un peu de sport.
Il existe de nombreuses communautés ou association d'adeptes de ce jeu dans le monde entier, appelées Hash. Des rassemblements régionaux voire internationaux sont périodiquement organisés par ces associations ou leurs fédérations.

## Description du jeu
Une partie de Hash réunit plusieurs dizaines de personnes, parfois une centaine.
La partie, ou « Hash run », est une course en plein air dans laquelle deux équipes s'affrontent :
1. Les « lièvres » (de l'anglais hares), équipe constituée d’une ou deux personnes.
2. Les « chiens » ou la « meute » (de l'anglais hounds et pack), équipe constituée de huit à 80 personnes.

Les lièvres doivent courir au travers d'un parcours qu'eux-mêmes ont reconnu et choisi, en laissant des marques (farine, balises, …) à chaque tournant, créant des fausses pistes pour laisser à la meute de quoi pouvoir les suivre sans les rattraper. 
Le but de la meute est de rattraper les lièvres avant qu'ils n'atteignent leur point d'arrivée ; celui des lièvres d'y arriver sans se faire rattraper.
Cependant, les lièvres ne doivent pas oublier que le jeu dépend complètement d'eux, et qu'ils sont son âme et il leur importe de faire la course dans un lieu beau, intéressant dans le but de le faire découvrir aux autres ; une piste trop difficile peut décourager les chiens, à l'inverse une trop facile est dangereuse et sans trop d'intérêt.
Les courses du Hash sont gratuites et ne nécessitent pas d'adhésion préalable. Cependant une modique participation aux frais peut être demandée, pour l'achat des boissons, et parfois des Tee-shirts, distribués en fin de jeu, à l'arrivée.

## Associations et rituels
Ce jeu, empreint de l'humour britannique, possède tout un rituel de dérision qui s'exprime notamment par le jargon utilisé dans la pratique des courses.
En dehors des courses, les associations de Hash organisent des manifestations locales, nationales ou internationales et publient des informations.

### Événements spéciaux

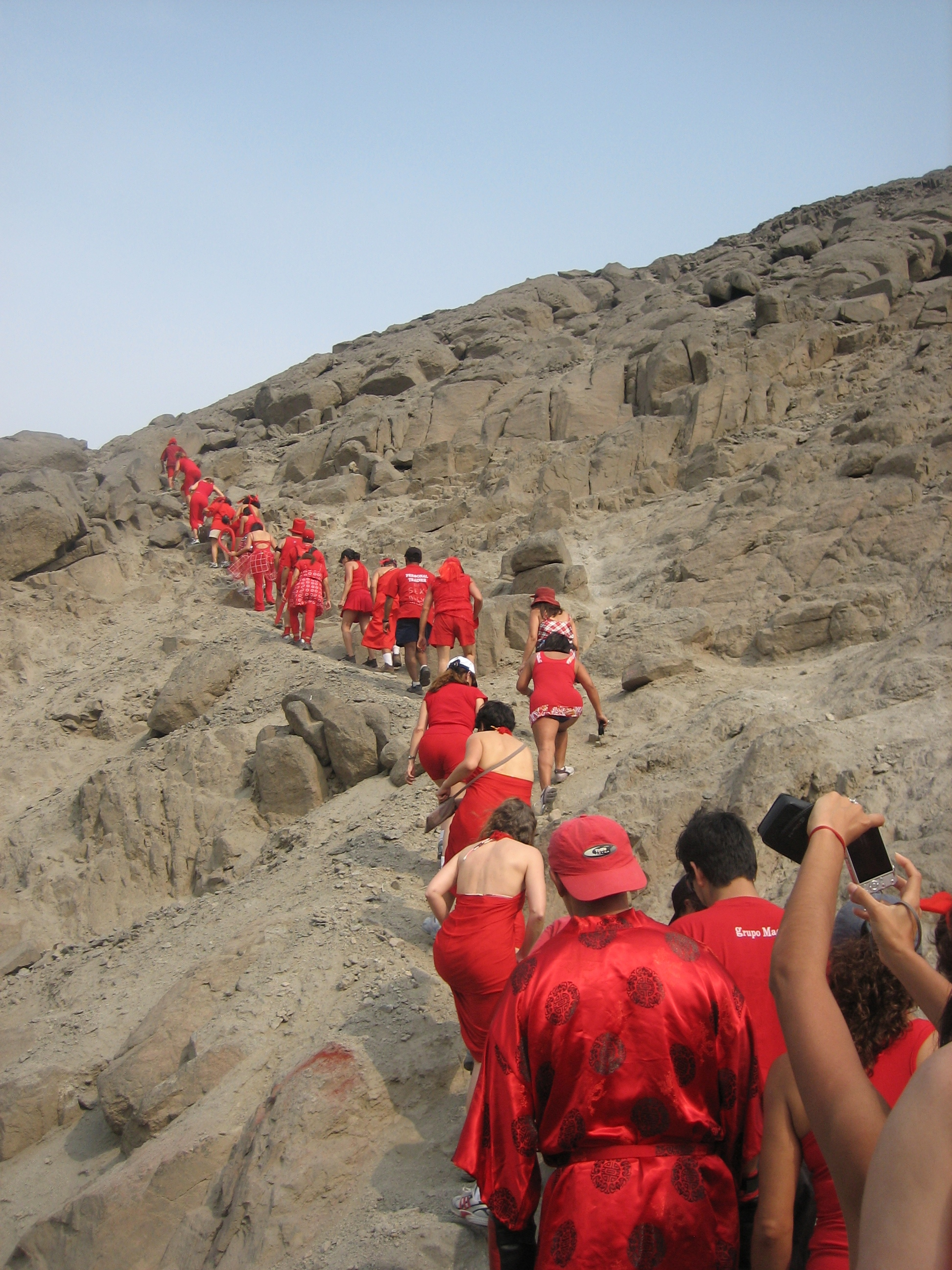
Le premier « Red Dress Run » en Amérique du Sud, à Chaclacayo au Pérou.

Certains rassemblements se font autour de thèmes ou situations spéciaux. C'est le cas par exemple du Red Dress Hash, où tous les participants sont habillés de rouge. Cette tradition serait née d'un événement survenu à San Diego où une débutante serait venue au rendez-vous dans une robe rouge peu adaptée à la course. Après avoir été largement moquée, elle eut malgré tout le courage d'effectuer la course. Par la suite plusieurs hashers vinrent en vêtements rouge par dérision ; peu à peu cela devint une tradition.

### Événements internationaux
Parmi les nombreux événements internationaux, où les hashers de différents groupes se réunissent pour partager leur pratique, le plus célèbre est l'Interhash biennal :
- 1978 - Hong Kong
- 1980 - Kuala Lumpur, Malaisie
- 1982 - Jakarta, Indonésie
- 1984 - Sydney, Australie
- 1986 - Pattaya, Thaïlande
- 1988 - (?) (Bali), Indonésie
- 1990 - Manille, Philippines
- 1992 - Phuket, Thaïlande
- 1993 - Tel Aviv, Israël
- 1994 - Rotorua, Nouvelle-Zélande
- 1996 - Limassol, Chypre
- 1998 - Kuala Lumpur, Malaisie
- 2000 - (?) (Tasmanie), Australie
- 2002 - Goa, Inde
- 2004 - Cardiff, Pays de Galles
- 2006 - Chiang Mai, Thaïlande
- 2008 - Perth, Australie
- 2010 - Kuching (Sarawak, Bornéo), Malaisie
- 2012 deux candidats : 1 - (?) Kenya ; 2 - Borobudur (Java), Indonésie
- 2014 un candidat : Bruxelles, Belgique
- 2017 Hash #1000 in Grenada Caribbean

En plus de l'Interhash, de nombreux événements régionaux et continentaux sont organisés, tels que :
- InterAmericas,
- InterAfrica,
- InterGulf,
- InterScandi,
- EuroHash,
- PanAsia.

Les événements nationaux ou Nash Hashes, regroupent les hashers d'un pays particulier, cependant les visiteurs étrangers y sont toujours les bienvenus.

### Jargon du Hash
Le Hash possède ses propres termes, issus notamment de la tradition de la chasse à courre anglo-saxonne.
| « Are You ..? » ( RU ?)                                                                                            | Question criée par la meute aux « FRB » (meneurs), signifiant « Are you on the trail ? » (Êtes vous sur la piste ?) |
| Back check (Demi tour, fausse piste)                                                                               | Signal, balise, indiquant la nécessité de faire demi tour pour retrouver la bonne piste qui doit s'embrancher quelque part plus en amont de ce signal.                                                                                   |
| Back hare / Sweep hare / Sweeper / Checking chicken (Lièvre arrière, Lièvre balai / Balayeur / Serre file, Tortue) | Lièvre qui reste avec les derniers coureurs, pour éviter qu'ils ne se perdent. |
| Bash | pour « Bicycle Hash », variante du Hash pratiquée à vélo. |
| Beer Check (Point bière ou Arrêt boisson)                                                                          | Pause boisson ou balise annonçant une pause boisson |
| Beermeister / master                                                                                               | La personne qui fournit la bière, soda, eau et amuse-gueule pour le Hash |
| Check | Balise indiquant que la bonne piste doit être identifiée au milieu de plusieurs fausses indications. |
| Circle | Assemblée de coureurs à la fin de la piste, normalement chargé de conduire les « down-downs » |
| « Checking » (On cherche)                                                                                          | Réponse criée par les FRB (meneurs) à la meute qui demandait « Are You ...? », indiquant que les FRB n'ont pas encore déterminé si la piste suivie était la bonne et qu'il vaut donc mieux patienter un peu.                             |
| Dead Hare | Lièvre mort qui a préparé la piste (Dead trail) avant la course. |
| Dead Trail | Piste ancienne balisée par les Lièvres morts (Dead Hares) quelques heures à quelques jours avant la course. |
| DFL | « Dead Fucking Last » (putain de dernier), la dernière personne à atteindre le On-in (fin de la piste) ; à l'opposé du FRB. |
| Down-Down (Et glou et glou / À-fond / Cul-sec)                                                                     | La cérémonie honorifique qui consiste à vider une boisson cul-sec ; c'est aussi le cri poussé par la meute pour accompagner cette cérémonie.                                                                                             |
| False trail (Fausse piste)                                                                                         | A short trail ended with the Tee sign, three lines, or other mark indicating termination |
| FRB | Front-Running Bastard (connard de meneur) : le membre le plus rapide de la meute, ou le premier arrivé au On-in. |
| Grand Master / Mistress [GM] (Grand Maître / Maîtresse)                                                            | Meneur de cérémonie du Hash. Ce nom, dans de nombreux groupes de hash, est donné au Hash Master/Mistress après sa prestation. |
| Grand Mattress (GM)                                                                                                | Synonyme de Grand Mistress. |
| Haberdasher | Membre de l'organisation, chargé des Tee-shirts, casquettes, mementos, etc. |
| Hare (Lièvre) | Hasher qui établit la piste |
| Hare Raiser | Membre de l'organisation, chargé de lever des lièvres pour les futures pistes. |
| Harriette | Hasher féminine |
| Hash Cash | Membre de l'organisation; le trésorier |
| Hash Flash | Photographe désigné pour les événements du Hash. |
| Hash Horn | Membre de l'organisation; apporte une corne ou un clairon sur la piste, souffle dedans pour encourager et guider la meute. |
| Hash House | Le Club Selangor à Kuala Lumpur, lieu historique de réunion du premier Hash en Malaisie, en décembre 1938. |
| Hash House Harrier/Harriette                                                                                       | N'importe quel hasher (adepte du hash) |
| Hash Name (Nom de hash, surnom)                                                                                    | Surnom, généralement accordé après un certain nombre de courses ou à la suite d'un incident notable ; cette coutume n'est pas pratiquée dans tous les groupes de Hash.                                                                   |
| Hash Trash (Feuille de chou du Hash)                                                                               | Lettre d'information, publiant habituellement les comptes rendus des précédentes courses et les annonces des prochaines manifestations.                                                                                                  |
| Hash Shit (Trophée)                                                                                                | Objet gênant ou embarrassant, décerné à un hasher pour des actes remarquables accomplis sur la piste ; ce gage doit être porté par le lauréat sur les pistes suivantes, jusqu'à ce qu'il soit attribué à quelqu'un d'autre.              |
| Hashing | Le fait de suivre une piste de hash |
| Held/hold Check | Balise indiquant une intersection où la bonne piste peut changer de direction ; les coureurs doivent attendre que le lièvre commande de chercher (check it out).                                                                         |
| Horrors (Les horreurs)                                                                                             | Enfants de membres du Hash |
| Hounds (Les chiens)                                                                                                | L'ensemble des coureurs du hash qui poursuivent le lièvre (hare) ; voir aussi la meute (Pack) |
| Interhash | Rassemblement mondial de hash |
| Kennel ou Chapter (Chenil ou Chapitre)                                                                             | Groupe local de Hash |
| Live Hare | Lièvre vivant qui part avec une légère avance pour rafraîchir la piste (Live trail) préalablement balisée par les Lièvres morts (Dead hares). Il est poursuivi par la meute.                                                             |
| Live Trail | Piste fraîche créée par le Lièvre vivant (Live Hare) poursuivi par la meute. |
| Mismanagement ((Dés)organisation)                                                                                  | Officiels du Hash, parfois élus, parfois désignés. |
| Nash hash | Un rassemblement national d'adeptes du hash |
| On-After (L'après course)                                                                                          | Événement convivial organisé après la course chez l'un des membres ou dans un lieu public (café, pub, restaurant,..) ; aussi appelé On-On-On.                                                                                            |
| « On-Call » (Ça continue)                                                                                          | Crié, en réponse à « Are you ..? », par un hasher pour indiquer que, en l'absence de balises visibles, il suit les appels « On-On » de quelqu'un.                                                                                        |
| On-In / On-Inn (Fin de la piste)                                                                                   | Fin de la piste ; balise indiquant la proximité de la fin de la course. |
| « On-On » (Ça continue)                                                                                            | Crié par les FRBs ou les chiens (ou les coureurs) pour indiquer qu'ils sont sur la bonne piste. Ce cri ne soit être utilisé que si on voit réellement une marque ;lorsqu'on se contente de suivre le cri des autres, on crie « On Call » |
| On-On-On (L'après course)                                                                                          | Événement convivial organisé après la course chez l'un des membres ou dans un lieu public (café, pub, restaurant,..) ; aussi appelé On-After.                                                                                            |
| On Sec | Membre de l'organisation ; le Secrétaire, habituellement chargé des rôles, du compte rendu des courses, etc |
| Puppies (Les chiots)                                                                                               | Enfant de hashers ; voir aussi Horrors |
| Receding Hareline                                                                                                  | Liste des événements à avenir, habituellement publiée dans le bulletin (Hash Trash) |
| Religious Advisor (RA)                                                                                             | Membre de l'organisation, souvent chargé du Cercle (Circle), également chargé de bénir le hash et de régler les conflits. Il est également considéré comme responsable de la météo.                                                      |
| Scribe | Membre de l'organisation ; habituellement chargé de la rédaction de The Words (?) |
| SCB | Short-Cutting Bastard : habitué des raccourcis |
| Shiggy | Végétation épaisse, cours d'eau, boue, obstacle verticaux ; tout obstacle gênant la meute. |
| Sweeper (Balayeur)                                                                                                 | voir Back hare |
| The Words | ? |
| Virgin | Débutant, nouveau pratiquant. |